# Wilhelm Egon von Fürstenberg-Heiligenberg

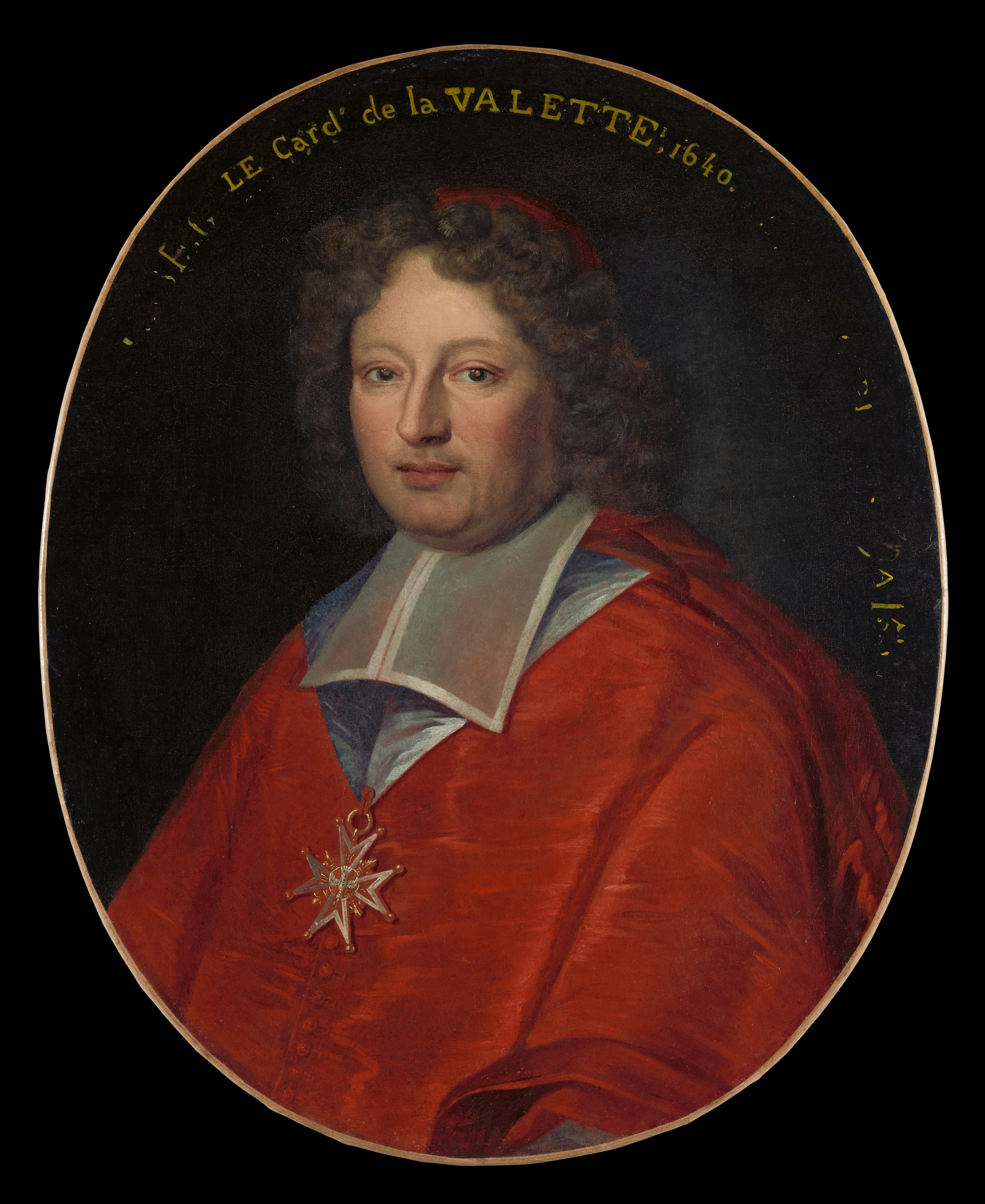
William Egon av Fürstenberg.

Wilhelm Egon von Fürstenberg-Heiligenberg, född 2 december 1629 i Heiligenberg, död 10 april 1704 i Paris, var en tysk greve och kardinal. Han var son till Egon von Fürstenberg och bror till Franz Egon von Fürstenberg.
Fürstenberg dömdes 1674 till döden i Wien på grund av sin landsförrädiska verksamhet till Frankrikes förmån. Han benådades genom den påvlige nuntiens förmedling och frigavs 1679. 1682 efterträdde han sin bror som biskop i Strassburg, och blev 1686 kardinal, samt 1688 koadjutor i Köln, men begav sig, då kejsaren och påven inte ville låta utnämna honom till ärkebiskop av Köln, till Frankrike.